# Steuben (Wisconsin)
Steuben es una villa ubicada en el condado de Crawford en el estado estadounidense de Wisconsin. En el Censo de 2010 tenía una población de 131 habitantes y una densidad poblacional de 8,17 personas por km².

## Geografía
Steuben se encuentra ubicada en las coordenadas 43°11′00″N 90°51′25″O / 43.18333, -90.85694. Según la Oficina del Censo de los Estados Unidos, Steuben tiene una superficie total de 16.03 km², de la cual 16.03 km² corresponden a tierra firme y (0%) 0 km² es agua.

## Demografía
Según el censo de 2010, había 131 personas residiendo en Steuben. La densidad de población era de 8,17 hab./km². De los 131 habitantes, Steuben estaba compuesto por el 99.24% blancos, el 0% eran afroamericanos, el 0.76% eran amerindios, el 0% eran asiáticos, el 0% eran isleños del Pacífico, el 0% eran de otras razas y el 0% pertenecían a dos o más razas. Del total de la población el 0% eran hispanos o latinos de cualquier raza.